# Navajo Joe
Navajo Joe – hiszpańsko-włoski spaghetti western z 1966 roku w reżyserii Sergia Corbucciego.

## Fabuła
Joe, Indianin Nawaho, chce pomścić swoją żonę, która została zabita przez Duncana dla skalpów.

## Obsada
- Burt Reynolds – Navajo Joe
- Aldo Sambrell – Mervyn Vee Duncan
- Nicoletta Machiavelli – Estella
- Fernando Rey – ojciec Rattigan
- Pierre Cressoy – doktor Chester Lynne
- Franca Polesello – Barbara
- Lucia Modugno – Geraldine
- Tanya Lopert – Maria
- Nino Imparato – Chuck